# Desmond FitzGerald
Desmod FitzGerald (Londra, 13 febbraio 1888 – Dublino, 9 aprile 1947) è stato un rivoluzionario, poeta e politico irlandese, membro del partito Cumann na nGaedheal e ministro di lunga data.

## Biografia

### Infanzia e gioventù
Thomas Joseph Fitzgerald è nato a Londra nel 1888. Era figlio di Patrick Fitzgerald (1831-1908), un pescatore di Tipperary, e Mary Ann Skollard (1847-1927) della città di Castleisland, nella contea di Kerry. Fitzgerald nella sua adolescenza cambiò il suo nome in "Desmond" più romantico e visitò per la prima volta l'Irlanda nel 1910. Ha studiato al St. Bonaventure College.
A Londra, divenne membro di un gruppo di poeti e scrittori chiamato la Torre Eiffel, che comprendeva Ezra Pound, Thomas Hume, Frank Flint e un altro scrittore irlandese, Joseph Campbell. Il gruppo prese il nome dal ristorante in cui si teneva il loro primo incontro..

### Matrimonio
Nel 1911, Desmond sposò Mabel Washington McConnell e si stabilì in Francia fino al 1913.

### Attività politica
Dal 1914 fu coinvolto nel movimento indipendentista dell'Irlanda, che lo mise in prigione diverse volte, come dopo il Risorgimento di Pasqua del 1916 e dove fu rilasciato nel 1918. Venne eletto nel Dáil Éireann per il Sinn Féin, la camera bassa irlandese. Dal 1919 divenne editore responsabile di The Irish Bulletin, l'organo ufficiale dello Stato Libero d'Irlanda. Dal 1922 al 1927 fu Ministro degli Affari Esteri, fino al 1932 Ministro della Difesa Nazionale. In questa veste rappresentò il giovane stato d'Irlanda con la Società delle Nazioni. Nel 1938 sedette alla camera bassa per il Senato. Rimase lì fino al 1943.

### Famiglia
Desmond FitzGerald è il padre del due volte primo ministro (Taoiseach) Garret FitzGerald e oltre a lui è padre di altri tre figli: Desmond (1912–1987), Pierce (1914–1986) e Fergus (1920–1983).
Desmond Fitzgerald è morto il 9 aprile 1947 a Dublino, all'età di 59 anni.